# Szczurowa (gmina)
Szczurowa – gmina wiejska w województwie małopolskim, w powiecie brzeskim. W latach 1975–1998 gmina położona była w województwie tarnowskim.
Siedziba gminy to Szczurowa.
Według danych z 30 czerwca 2004 gminę zamieszkiwały 9863 osoby. Natomiast według danych z 31 grudnia 2017 roku gminę zamieszkiwały 9594 osoby.
Na terenie gminy znajduje się samolotowe lądowisko Strzelce Małe-Szczurowa.

## Struktura powierzchni
Według danych z roku 2002 gmina Szczurowa ma obszar 134,64 km², w tym:
- użytki rolne: 78%
- użytki leśne: 10%

Gmina stanowi 22,82% powierzchni powiatu.

## Demografia
Dane z 30 czerwca 2009:
| Opis                              | Ogółem | Ogółem | Kobiety | Kobiety | Mężczyźni | Mężczyźni |
| --------------------------------- | ------ | ------ | ------- | ------- | --------- | --------- |
| jednostka                         | osób   | %      | osób    | %       | osób      | %         |
| populacja                         | 9841   | 100    | 4910    | 49,9    | 4931      | 50,1      |
| gęstość zaludnienia (mieszk./km²) | 73,1   | 73,1   | 36,5    | 36,5    | 36,6      | 36,6      |

Według danych z roku 2002 średni dochód na mieszkańca wynosił 1700 zł.

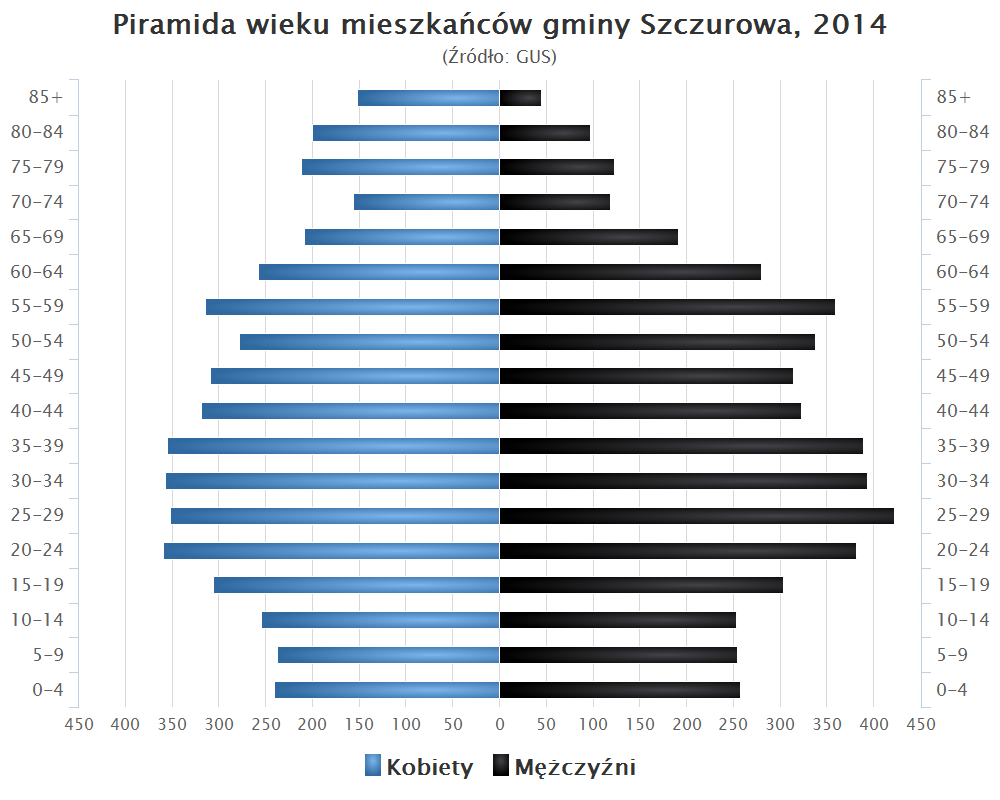
Piramida wieku mieszkańców gminy Szczurowa w 2014 roku

## Sołectwa
Barczków, Dąbrówka Morska, Dołęga, Górka, Kopacze Wielkie, Księże Kopacze, Kwików, Niedzieliska, Pojawie, Popędzyna, Rajsko, Rudy-Rysie, Rylowa, Rząchowa, Strzelce Małe, Strzelce Wielkie, Szczurowa, Uście Solne, Wola Przemykowska, Wrzępia, Zaborów.

## Sąsiednie gminy
Bochnia, Borzęcin, Brzesko, Drwinia, Koszyce, Radłów, Rzezawa, Wietrzychowice

## Miasta partnerskie
- Bohorodczany, Ukraina